# Spyro 2: Gateway to Glimmer
Spyro 2: Gateway to Glimmer er et platformspil udviklet af Insomniac Games til PlayStation, og er det andet spil i Spyro the Dragon-serien. I USA blev det udgivet under titlen Spyro 2: Ripto's Rage! og i Japan som Spyro x Sparx: Tondemo Tours og Det har den unge, lilla drage, Spyro, som hovedperson.
Figurer i spillet inkluderer blandt andre: Elora, Hunter, The Professor, Zoe, Moneybags, Ripto, Gulp og Crush.